# 東蒲原郡
東蒲原郡（日语：／ Higashikanbara gun */?）為新潟縣的郡。1878年（明治11年）2005年4月1日，郡内全4町村（鹿瀨町、津川町、上川村、三川村）合併為阿賀町，該郡目前僅管轄有一町。
截止2005年4月1日，該郡有人口14,845人、面積952.88平方公里。
管轄有以下1町。
- 阿賀町（あがまち）